# ليستر الغربية (دائرة انتخابية في المملكة المتحدة)
ليستر الغربية  (بالإنجليزية: Leicester West)‏ هي إحدى الدوائر الانتخابية في المملكة المتحدة الممثلة في مجلس العموم في برلمان المملكة المتحدة.
عضو البرلمان الذي يمثلها حالياً هو :Rt Hon Patricia Hewitt (Lab).